# Tour des Alpes 2018
La 42e édition de Tour des Alpes a lieu du 16 au 20 avril 2018. Elle fait partie du calendrier UCI Europe Tour 2018 en catégorie 2.HC, et fut remportée par Thibaut Pinot devant Domenico Pozzovivo et Miguel Ángel López. La course était auparavant nommée Tour du Trentin.

## Présentation
Le Tour des Alpes connaît en 2018 sa 42e édition, la deuxième sous ce nom. Créé en 1962 sous le nom de Tour du Trentin, il est organisé par le Gruppo Sportivo Alto Garda.

### Équipes
Classé en catégorie 2.HC de l'UCI Europe Tour, le Tour des Alpes est par conséquent ouvert aux WorldTeams dans la limite de 70 % des équipes participantes, aux équipes continentales professionnelles, aux équipes continentales italiennes, aux équipes continentales étrangères dans la limite de deux, et à une équipe nationale italienne.
| WorldTeams (9)- AG2R La Mondiale - Astana - Bahrain-Merida - Bora-Hansgrohe - Dimension Data - Groupama-FDJ - Lotto NL-Jumbo - Sky - UAE Team Emirates Équipes continentales professionnelles (8)- Androni Giocattoli-Sidermec - Bardiani CSF - CCC Sprandi Polkowice - Euskadi Basque Country-Murias - Gazprom-RusVelo - Israel Cycling Academy - Nippo-Vini Fantini-Europa Ovini - Wilier Triestina-Selle Italia Équipes continentales (2)- Felbermayr Simplon Wels - Tirol Cycling Team Équipe nationale- Italie |
| |

## Étapes
Ce Tour des Alpes comporte cinq étapes et traverse les régions Trentin-Tyrol-du-Sud entre Autriche et Italie.
| Étape     | Date    | Villes étapes                | type                      | Distance (km) | Vainqueur d'étape  | Leader du classement général |
| --------- | ------- | ---------------------------- | ------------------------- | ------------- | ------------------ | ---------------------------- |
| 1re étape | 16 avr. | Arco – Folgaria              | étape de moyenne montagne | 134,6         | Pello Bilbao       | Pello Bilbao                 |
| 2e étape  | 17 avr. | Lavarone – Passo di Pampeago | étape de montagne         | 145,5         | Miguel Ángel López | Iván Sosa                    |
| 3e étape  | 18 avr. | Ora – Mérano                 | étape de moyenne montagne | 138,3         | Ben O'Connor       | Thibaut Pinot                |
| 4e étape  | 19 avr. | Chiusa – Lienz               | étape de moyenne montagne | 134,3         | Luis León Sánchez  | Thibaut Pinot                |
| 5e étape  | 20 avr. | Rattenberg – Innsbruck       | étape de moyenne montagne | 164,2         | Mark Padun         | Thibaut Pinot                |

## Déroulement de la course

### 1reétape
Peio Bilbao s'échappe à la fin de la dernière descente et arrive à remporter l'étape. Son coéquipier Luis Leon Sanchez est second, juste devant Iván Sosa.
| \| Classement de l'étape \| Classement de l'étape \| Classement de l'étape \| Classement de l'étape \| Classement de l'étape \| \| Coureur \| Coureur \| Pays \| Équipe \| Temps \| \| --------------------- \| --------------------- \| --------------------- \| --------------------------- \| --------------------- \| \| 1er \| Pello Bilbao \| Espagne \| Astana \| 3 h 26 min 41 s \| \| 2e \| Luis León Sánchez \| Espagne \| Astana \| + 6 s \| \| 3e \| Iván Sosa \| Colombie \| Androni Giocattoli-Sidermec \| + 6 s \| \| 4e \| Thibaut Pinot \| France \| Groupama-FDJ \| + 10 s \| \| 5e \| Christopher Froome \| Royaume-Uni \| Team Sky \| + 10 s \| \| 6e \| Domenico Pozzovivo \| Italie \| Bahrain-Merida \| + 10 s \| \| 7e \| George Bennett \| Nouvelle-Zélande \| LottoNL-Jumbo \| + 10 s \| \| 8e \| Giulio Ciccone \| Italie \| Bardiani CSF \| + 10 s \| \| 9e \| Ben Hermans \| Belgique \| Israel Cycling Academy \| + 10 s \| \| 10e \| Fabio Aru \| Italie \| UAE Team Emirates \| + 14 s \| |                    |                  |                             |                 |
| |                    |                  |                             |                 |
| Source : ProCyclingStats |                    |                  |                             |                 |
| Classement de l'étape |                    |                  |                             |                 |
| Coureur | Coureur            | Pays             | Équipe                      | Temps           |
| 1er | Pello Bilbao       | Espagne          | Astana                      | 3 h 26 min 41 s |
| 2e | Luis León Sánchez  | Espagne          | Astana                      | + 6 s           |
| 3e | Iván Sosa          | Colombie         | Androni Giocattoli-Sidermec | + 6 s           |
| 4e | Thibaut Pinot      | France           | Groupama-FDJ                | + 10 s          |
| 5e | Christopher Froome | Royaume-Uni      | Team Sky                    | + 10 s          |
| 6e | Domenico Pozzovivo | Italie           | Bahrain-Merida              | + 10 s          |
| 7e | George Bennett     | Nouvelle-Zélande | LottoNL-Jumbo               | + 10 s          |
| 8e | Giulio Ciccone     | Italie           | Bardiani CSF                | + 10 s          |
| 9e | Ben Hermans        | Belgique         | Israel Cycling Academy      | + 10 s          |
| 10e | Fabio Aru          | Italie           | UAE Team Emirates           | + 14 s          |

| \| Classement général \| Classement général \| Classement général \| Classement général \| Classement général \| \| Coureur \| Coureur \| Pays \| Équipe \| Temps \| \| ------------------ \| ------------------ \| ------------------ \| --------------------------- \| ------------------ \| \| 1er \| Pello Bilbao \| Espagne \| Astana \| 3 h 26 min 31 s \| \| 2e \| Luis León Sánchez \| Espagne \| Astana \| + 10 s \| \| 3e \| Iván Sosa \| Colombie \| Androni Giocattoli-Sidermec \| + 12 s \| \| 4e \| Thibaut Pinot \| France \| Groupama-FDJ \| + 20 s \| \| 5e \| Christopher Froome \| Royaume-Uni \| Team Sky \| + 20 s \| \| 6e \| Domenico Pozzovivo \| Italie \| Bahrain-Merida \| + 20 s \| \| 7e \| George Bennett \| Nouvelle-Zélande \| LottoNL-Jumbo \| + 20 s \| \| 8e \| Giulio Ciccone \| Italie \| Bardiani CSF \| + 20 s \| \| 9e \| Ben Hermans \| Belgique \| Israel Cycling Academy \| + 20 s \| \| 10e \| Fabio Aru \| Italie \| UAE Team Emirates \| + 24 s \| |                    |                  |                             |                 |
| |                    |                  |                             |                 |
| Source : ProCyclingStats |                    |                  |                             |                 |
| Classement général |                    |                  |                             |                 |
| Coureur | Coureur            | Pays             | Équipe                      | Temps           |
| 1er | Pello Bilbao       | Espagne          | Astana                      | 3 h 26 min 31 s |
| 2e | Luis León Sánchez  | Espagne          | Astana                      | + 10 s          |
| 3e | Iván Sosa          | Colombie         | Androni Giocattoli-Sidermec | + 12 s          |
| 4e | Thibaut Pinot      | France           | Groupama-FDJ                | + 20 s          |
| 5e | Christopher Froome | Royaume-Uni      | Team Sky                    | + 20 s          |
| 6e | Domenico Pozzovivo | Italie           | Bahrain-Merida              | + 20 s          |
| 7e | George Bennett     | Nouvelle-Zélande | LottoNL-Jumbo               | + 20 s          |
| 8e | Giulio Ciccone     | Italie           | Bardiani CSF                | + 20 s          |
| 9e | Ben Hermans        | Belgique         | Israel Cycling Academy      | + 20 s          |
| 10e | Fabio Aru          | Italie           | UAE Team Emirates           | + 24 s          |

### 2eétape
| \| Classement de l'étape \| Classement de l'étape \| Classement de l'étape \| Classement de l'étape \| Classement de l'étape \| \| Coureur \| Coureur \| Pays \| Équipe \| Temps \| \| --------------------- \| --------------------- \| --------------------- \| --------------------------- \| --------------------- \| \| 1er \| Miguel Ángel López \| Colombie \| Astana \| 3 h 55 min 30 s \| \| 2e \| Thibaut Pinot \| France \| Groupama-FDJ \| + 0 s \| \| 3e \| Iván Sosa \| Colombie \| Androni Giocattoli-Sidermec \| + 0 s \| \| 4e \| Christopher Froome \| Royaume-Uni \| Team Sky \| + 4 s \| \| 5e \| Domenico Pozzovivo \| Italie \| Bahrain-Merida \| + 7 s \| \| 6e \| Giulio Ciccone \| Italie \| Bardiani CSF \| + 14 s \| \| 7e \| Jan Hirt \| Tchéquie \| Astana \| + 20 s \| \| 8e \| Ben O'Connor \| Australie \| Dimension Data \| + 27 s \| \| 9e \| Ben Hermans \| Belgique \| Israel Cycling Academy \| + 31 s \| \| 10e \| Fabio Aru \| Italie \| UAE Team Emirates \| + 34 s \| |                    |             |                             |                 |
| |                    |             |                             |                 |
| Source : ProCyclingStats |                    |             |                             |                 |
| Classement de l'étape |                    |             |                             |                 |
| Coureur | Coureur            | Pays        | Équipe                      | Temps           |
| 1er | Miguel Ángel López | Colombie    | Astana                      | 3 h 55 min 30 s |
| 2e | Thibaut Pinot      | France      | Groupama-FDJ                | + 0 s           |
| 3e | Iván Sosa          | Colombie    | Androni Giocattoli-Sidermec | + 0 s           |
| 4e | Christopher Froome | Royaume-Uni | Team Sky                    | + 4 s           |
| 5e | Domenico Pozzovivo | Italie      | Bahrain-Merida              | + 7 s           |
| 6e | Giulio Ciccone     | Italie      | Bardiani CSF                | + 14 s          |
| 7e | Jan Hirt           | Tchéquie    | Astana                      | + 20 s          |
| 8e | Ben O'Connor       | Australie   | Dimension Data              | + 27 s          |
| 9e | Ben Hermans        | Belgique    | Israel Cycling Academy      | + 31 s          |
| 10e | Fabio Aru          | Italie      | UAE Team Emirates           | + 34 s          |

| \| Classement général \| Classement général \| Classement général \| Classement général \| Classement général \| \| Coureur \| Coureur \| Pays \| Équipe \| Temps \| \| ------------------ \| ------------------ \| ------------------ \| --------------------------- \| ------------------ \| \| 1er \| Iván Sosa \| Colombie \| Androni Giocattoli-Sidermec \| 7 h 22 min 09 s \| \| 2e \| Thibaut Pinot \| France \| Groupama-FDJ \| + 6 s \| \| 3e \| Miguel Ángel López \| Colombie \| Astana \| + 6 s \| \| 4e \| Christopher Froome \| Royaume-Uni \| Team Sky \| + 16 s \| \| 5e \| Domenico Pozzovivo \| Italie \| Bahrain-Merida \| + 19 s \| \| 6e \| Giulio Ciccone \| Italie \| Bardiani CSF \| + 26 s \| \| 7e \| Jan Hirt \| Tchéquie \| Astana \| + 36 s \| \| 8e \| Ben Hermans \| Belgique \| Israel Cycling Academy \| + 43 s \| \| 9e \| Fabio Aru \| Italie \| UAE Team Emirates \| + 50 s \| \| 10e \| Pello Bilbao \| Espagne \| Astana \| + 1 min 17 s \| |                    |             |                             |                 |
| |                    |             |                             |                 |
| Source : ProCyclingStats |                    |             |                             |                 |
| Classement général |                    |             |                             |                 |
| Coureur | Coureur            | Pays        | Équipe                      | Temps           |
| 1er | Iván Sosa          | Colombie    | Androni Giocattoli-Sidermec | 7 h 22 min 09 s |
| 2e | Thibaut Pinot      | France      | Groupama-FDJ                | + 6 s           |
| 3e | Miguel Ángel López | Colombie    | Astana                      | + 6 s           |
| 4e | Christopher Froome | Royaume-Uni | Team Sky                    | + 16 s          |
| 5e | Domenico Pozzovivo | Italie      | Bahrain-Merida              | + 19 s          |
| 6e | Giulio Ciccone     | Italie      | Bardiani CSF                | + 26 s          |
| 7e | Jan Hirt           | Tchéquie    | Astana                      | + 36 s          |
| 8e | Ben Hermans        | Belgique    | Israel Cycling Academy      | + 43 s          |
| 9e | Fabio Aru          | Italie      | UAE Team Emirates           | + 50 s          |
| 10e | Pello Bilbao       | Espagne     | Astana                      | + 1 min 17 s    |

### 3eétape
| \| Classement de l'étape \| Classement de l'étape \| Classement de l'étape \| Classement de l'étape \| Classement de l'étape \| \| Coureur \| Coureur \| Pays \| Équipe \| Temps \| \| --------------------- \| --------------------- \| --------------------- \| --------------------- \| --------------------- \| \| 1er \| Ben O'Connor \| Australie \| Dimension Data \| 3 h 30 min 05 s \| \| 2e \| Thibaut Pinot \| France \| Groupama-FDJ \| + 5 s \| \| 3e \| Domenico Pozzovivo \| Italie \| Bahrain-Merida \| + 5 s \| \| 4e \| George Bennett \| Nouvelle-Zélande \| LottoNL-Jumbo \| + 5 s \| \| 5e \| Luis León Sánchez \| Espagne \| Astana \| + 5 s \| \| 6e \| Christopher Froome \| Royaume-Uni \| Team Sky \| + 5 s \| \| 7e \| Fabio Aru \| Italie \| UAE Team Emirates \| + 5 s \| \| 8e \| Manuel Senni \| Italie \| Bardiani CSF \| + 5 s \| \| 9e \| Alexandre Geniez \| France \| AG2R La Mondiale \| + 5 s \| \| 10e \| Michal Schlegel \| Tchéquie \| CCC Sprandi Polkowice \| + 5 s \| |                    |                  |                       |                 |
| |                    |                  |                       |                 |
| Source : ProCyclingStats |                    |                  |                       |                 |
| Classement de l'étape |                    |                  |                       |                 |
| Coureur | Coureur            | Pays             | Équipe                | Temps           |
| 1er | Ben O'Connor       | Australie        | Dimension Data        | 3 h 30 min 05 s |
| 2e | Thibaut Pinot      | France           | Groupama-FDJ          | + 5 s           |
| 3e | Domenico Pozzovivo | Italie           | Bahrain-Merida        | + 5 s           |
| 4e | George Bennett     | Nouvelle-Zélande | LottoNL-Jumbo         | + 5 s           |
| 5e | Luis León Sánchez  | Espagne          | Astana                | + 5 s           |
| 6e | Christopher Froome | Royaume-Uni      | Team Sky              | + 5 s           |
| 7e | Fabio Aru          | Italie           | UAE Team Emirates     | + 5 s           |
| 8e | Manuel Senni       | Italie           | Bardiani CSF          | + 5 s           |
| 9e | Alexandre Geniez   | France           | AG2R La Mondiale      | + 5 s           |
| 10e | Michal Schlegel    | Tchéquie         | CCC Sprandi Polkowice | + 5 s           |

| \| Classement général \| Classement général \| Classement général \| Classement général \| Classement général \| \| Coureur \| Coureur \| Pays \| Équipe \| Temps \| \| ------------------ \| ------------------ \| ------------------ \| ------------------ \| ------------------ \| \| 1er \| Thibaut Pinot \| France \| Groupama-FDJ \| 10 h 52 min 19 s \| \| 2e \| Domenico Pozzovivo \| Italie \| Bahrain-Merida \| + 15 s \| \| 3e \| Miguel Ángel López \| Colombie \| Astana \| + 15 s \| \| 4e \| Christopher Froome \| Royaume-Uni \| Team Sky \| + 16 s \| \| 5e \| Fabio Aru \| Italie \| UAE Team Emirates \| + 50 s \| \| 6e \| George Bennett \| Nouvelle-Zélande \| LottoNL-Jumbo \| + 1 min 21 s \| \| 7e \| Luis León Sánchez \| Espagne \| Astana \| + 1 min 27 s \| \| 8e \| Ben O'Connor \| Australie \| Dimension Data \| + 1 min 36 s \| \| 9e \| Giulio Ciccone \| Italie \| Bardiani CSF \| + 1 min 45 s \| \| 10e \| Jan Hirt \| Tchéquie \| Astana \| + 1 min 55 s \| |                    |                  |                   |                  |
| |                    |                  |                   |                  |
| Source : ProCyclingStats |                    |                  |                   |                  |
| Classement général |                    |                  |                   |                  |
| Coureur | Coureur            | Pays             | Équipe            | Temps            |
| 1er | Thibaut Pinot      | France           | Groupama-FDJ      | 10 h 52 min 19 s |
| 2e | Domenico Pozzovivo | Italie           | Bahrain-Merida    | + 15 s           |
| 3e | Miguel Ángel López | Colombie         | Astana            | + 15 s           |
| 4e | Christopher Froome | Royaume-Uni      | Team Sky          | + 16 s           |
| 5e | Fabio Aru          | Italie           | UAE Team Emirates | + 50 s           |
| 6e | George Bennett     | Nouvelle-Zélande | LottoNL-Jumbo     | + 1 min 21 s     |
| 7e | Luis León Sánchez  | Espagne          | Astana            | + 1 min 27 s     |
| 8e | Ben O'Connor       | Australie        | Dimension Data    | + 1 min 36 s     |
| 9e | Giulio Ciccone     | Italie           | Bardiani CSF      | + 1 min 45 s     |
| 10e | Jan Hirt           | Tchéquie         | Astana            | + 1 min 55 s     |

### 4eétape
| \| Classement de l'étape \| Classement de l'étape \| Classement de l'étape \| Classement de l'étape \| Classement de l'étape \| \| Coureur \| Coureur \| Pays \| Équipe \| Temps \| \| --------------------- \| --------------------- \| --------------------- \| --------------------- \| --------------------- \| \| 1er \| Luis León Sánchez \| Espagne \| Astana \| 3 h 19 min 59 s \| \| 2e \| George Bennett \| Nouvelle-Zélande \| LottoNL-Jumbo \| + 6 s \| \| 3e \| Koen Bouwman \| Pays-Bas \| LottoNL-Jumbo \| + 11 s \| \| 4e \| Thibaut Pinot \| France \| Groupama-FDJ \| + 11 s \| \| 5e \| Fabio Aru \| Italie \| UAE Team Emirates \| + 11 s \| \| 6e \| Domenico Pozzovivo \| Italie \| Bahrain-Merida \| + 11 s \| \| 7e \| Nicola Conci \| Italie \| Italie \| + 11 s \| \| 8e \| Miguel Ángel López \| Colombie \| Astana \| + 11 s \| \| 9e \| Pello Bilbao \| Espagne \| Astana \| + 11 s \| \| 10e \| Christopher Froome \| Royaume-Uni \| Team Sky \| + 11 s \| |                    |                  |                   |                 |
| |                    |                  |                   |                 |
| Source : ProCyclingStats |                    |                  |                   |                 |
| Classement de l'étape |                    |                  |                   |                 |
| Coureur | Coureur            | Pays             | Équipe            | Temps           |
| 1er | Luis León Sánchez  | Espagne          | Astana            | 3 h 19 min 59 s |
| 2e | George Bennett     | Nouvelle-Zélande | LottoNL-Jumbo     | + 6 s           |
| 3e | Koen Bouwman       | Pays-Bas         | LottoNL-Jumbo     | + 11 s          |
| 4e | Thibaut Pinot      | France           | Groupama-FDJ      | + 11 s          |
| 5e | Fabio Aru          | Italie           | UAE Team Emirates | + 11 s          |
| 6e | Domenico Pozzovivo | Italie           | Bahrain-Merida    | + 11 s          |
| 7e | Nicola Conci       | Italie           | Italie            | + 11 s          |
| 8e | Miguel Ángel López | Colombie         | Astana            | + 11 s          |
| 9e | Pello Bilbao       | Espagne          | Astana            | + 11 s          |
| 10e | Christopher Froome | Royaume-Uni      | Team Sky          | + 11 s          |

| \| Classement général \| Classement général \| Classement général \| Classement général \| Classement général \| \| Coureur \| Coureur \| Pays \| Équipe \| Temps \| \| ------------------ \| ------------------ \| ------------------ \| ------------------ \| ------------------ \| \| 1er \| Thibaut Pinot \| France \| Groupama-FDJ \| 14 h 12 min 29 s \| \| 2e \| Domenico Pozzovivo \| Italie \| Bahrain-Merida \| + 15 s \| \| 3e \| Miguel Ángel López \| Colombie \| Astana \| + 15 s \| \| 4e \| Christopher Froome \| Royaume-Uni \| Team Sky \| + 16 s \| \| 5e \| Fabio Aru \| Italie \| UAE Team Emirates \| + 50 s \| \| 6e \| Luis León Sánchez \| Espagne \| Astana \| + 1 min 06 s \| \| 7e \| George Bennett \| Nouvelle-Zélande \| LottoNL-Jumbo \| + 1 min 10 s \| \| 8e \| Ben O'Connor \| Australie \| Dimension Data \| + 1 min 36 s \| \| 9e \| Giulio Ciccone \| Italie \| Bardiani CSF \| + 1 min 45 s \| \| 10e \| Jan Hirt \| Tchéquie \| Astana \| + 1 min 55 s \| |                    |                  |                   |                  |
| |                    |                  |                   |                  |
| Source : ProCyclingStats |                    |                  |                   |                  |
| Classement général |                    |                  |                   |                  |
| Coureur | Coureur            | Pays             | Équipe            | Temps            |
| 1er | Thibaut Pinot      | France           | Groupama-FDJ      | 14 h 12 min 29 s |
| 2e | Domenico Pozzovivo | Italie           | Bahrain-Merida    | + 15 s           |
| 3e | Miguel Ángel López | Colombie         | Astana            | + 15 s           |
| 4e | Christopher Froome | Royaume-Uni      | Team Sky          | + 16 s           |
| 5e | Fabio Aru          | Italie           | UAE Team Emirates | + 50 s           |
| 6e | Luis León Sánchez  | Espagne          | Astana            | + 1 min 06 s     |
| 7e | George Bennett     | Nouvelle-Zélande | LottoNL-Jumbo     | + 1 min 10 s     |
| 8e | Ben O'Connor       | Australie        | Dimension Data    | + 1 min 36 s     |
| 9e | Giulio Ciccone     | Italie           | Bardiani CSF      | + 1 min 45 s     |
| 10e | Jan Hirt           | Tchéquie         | Astana            | + 1 min 55 s     |

### 5eétape
Le circuit final de l'étape autour d'Innsbrück est en partie celui qui sera emprunté en septembre lors des championnats du monde.
| \| Classement de l'étape \| Classement de l'étape \| Classement de l'étape \| Classement de l'étape \| Classement de l'étape \| \| Coureur \| Coureur \| Pays \| Équipe \| Temps \| \| --------------------- \| --------------------- \| --------------------- \| --------------------- \| --------------------- \| \| 1er \| Mark Padun \| Ukraine \| Bahrain-Merida \| 4 h 16 min 10 s \| \| 2e \| George Bennett \| Nouvelle-Zélande \| LottoNL-Jumbo \| + 5 s \| \| 3e \| Jan Hirt \| Tchéquie \| Astana \| + 6 s \| \| 4e \| Giulio Ciccone \| Italie \| Bardiani CSF \| + 6 s \| \| 5e \| Ben O'Connor \| Australie \| Dimension Data \| + 6 s \| \| 6e \| Thibaut Pinot \| France \| Groupama-FDJ \| + 9 s \| \| 7e \| Miguel Ángel López \| Colombie \| Astana \| + 9 s \| \| 8e \| Christopher Froome \| Royaume-Uni \| Team Sky \| + 9 s \| \| 9e \| Domenico Pozzovivo \| Italie \| Bahrain-Merida \| + 9 s \| \| 10e \| Kenny Elissonde \| France \| Team Sky \| + 11 s \| |                    |                  |                |                 |
| |                    |                  |                |                 |
| Source : ProCyclingStats |                    |                  |                |                 |
| Classement de l'étape |                    |                  |                |                 |
| Coureur | Coureur            | Pays             | Équipe         | Temps           |
| 1er | Mark Padun         | Ukraine          | Bahrain-Merida | 4 h 16 min 10 s |
| 2e | George Bennett     | Nouvelle-Zélande | LottoNL-Jumbo  | + 5 s           |
| 3e | Jan Hirt           | Tchéquie         | Astana         | + 6 s           |
| 4e | Giulio Ciccone     | Italie           | Bardiani CSF   | + 6 s           |
| 5e | Ben O'Connor       | Australie        | Dimension Data | + 6 s           |
| 6e | Thibaut Pinot      | France           | Groupama-FDJ   | + 9 s           |
| 7e | Miguel Ángel López | Colombie         | Astana         | + 9 s           |
| 8e | Christopher Froome | Royaume-Uni      | Team Sky       | + 9 s           |
| 9e | Domenico Pozzovivo | Italie           | Bahrain-Merida | + 9 s           |
| 10e | Kenny Elissonde    | France           | Team Sky       | + 11 s          |

## Classements finals

### Classement général final
| \| Classement général \| Classement général \| Classement général \| Classement général \| Classement général \| \| Coureur \| Coureur \| Pays \| Équipe \| Temps \| \| ------------------ \| ------------------ \| ------------------ \| ------------------ \| ------------------ \| \| 1er \| Thibaut Pinot \| France \| Groupama-FDJ \| 18 h 28 min 48 s \| \| 2e \| Domenico Pozzovivo \| Italie \| Bahrain-Merida \| + 15 s \| \| 3e \| Miguel Ángel López \| Colombie \| Astana \| + 15 s \| \| 4e \| Christopher Froome \| Royaume-Uni \| Team Sky \| + 16 s \| \| 5e \| George Bennett \| Nouvelle-Zélande \| LottoNL-Jumbo \| + 1 min 00 s \| \| 6e \| Fabio Aru \| Italie \| UAE Team Emirates \| + 1 min 19 s \| \| 7e \| Ben O'Connor \| Australie \| Dimension Data \| + 1 min 33 s \| \| 8e \| Luis León Sánchez \| Espagne \| Astana \| + 1 min 35 s \| \| 9e \| Giulio Ciccone \| Italie \| Bardiani CSF \| + 1 min 42 s \| \| 10e \| Jan Hirt \| Tchéquie \| Astana \| + 1 min 48 s \| |                    |                  |                   |                  |
| |                    |                  |                   |                  |
| Source : ProCyclingStats |                    |                  |                   |                  |
| Classement général |                    |                  |                   |                  |
| Coureur | Coureur            | Pays             | Équipe            | Temps            |
| 1er | Thibaut Pinot      | France           | Groupama-FDJ      | 18 h 28 min 48 s |
| 2e | Domenico Pozzovivo | Italie           | Bahrain-Merida    | + 15 s           |
| 3e | Miguel Ángel López | Colombie         | Astana            | + 15 s           |
| 4e | Christopher Froome | Royaume-Uni      | Team Sky          | + 16 s           |
| 5e | George Bennett     | Nouvelle-Zélande | LottoNL-Jumbo     | + 1 min 00 s     |
| 6e | Fabio Aru          | Italie           | UAE Team Emirates | + 1 min 19 s     |
| 7e | Ben O'Connor       | Australie        | Dimension Data    | + 1 min 33 s     |
| 8e | Luis León Sánchez  | Espagne          | Astana            | + 1 min 35 s     |
| 9e | Giulio Ciccone     | Italie           | Bardiani CSF      | + 1 min 42 s     |
| 10e | Jan Hirt           | Tchéquie         | Astana            | + 1 min 48 s     |

### Classements annexes

#### Classement de la montagne
| Classement de la montagne | Classement de la montagne    | Classement de la montagne | Classement de la montagne     | Classement de la montagne |
| Coureur                   | Coureur                      | Pays                      | Équipe                        | Points                    |
| ------------------------- | ---------------------------- | ------------------------- | ----------------------------- | ------------------------- |
| 1er                       | Óscar Rodríguez Garaicoechea | Espagne                   | Euskadi-Murias                | 22 pts                    |
| 2e                        | Domenico Pozzovivo           | Italie                    | Bahrain-Merida                | 20 pts                    |
| 3e                        | Thibaut Pinot                | France                    | Groupama-FDJ                  | 17 pts                    |
| 4e                        | Stephan Rabitsch             | Autriche                  | Felbermayr Simplon Wels       | 12 pts                    |
| 5e                        | Manuel Senni                 | Italie                    | Bardiani CSF                  | 12 pts                    |
| 6e                        | Giulio Ciccone               | Italie                    | Bardiani CSF                  | 10 pts                    |
| 7e                        | Jacopo Mosca                 | Italie                    | Wilier Triestina-Selle Italia | 8 pts                     |
| 8e                        | Ben O'Connor                 | Australie                 | Dimension Data                | 7 pts                     |
| 9e                        | Ben Hermans                  | Belgique                  | Israel Cycling Academy        | 6 pts                     |
| 10e                       | Quentin Jauregui             | France                    | AG2R La Mondiale              | 5 pts                     |

#### Classement des sprints
| Classement des sprints | Classement des sprints | Classement des sprints | Classement des sprints        | Classement des sprints |
| Coureur                | Coureur                | Pays                   | Équipe                        | Points                 |
| ---------------------- | ---------------------- | ---------------------- | ----------------------------- | ---------------------- |
| 1er                    | Pascal Eenkhoorn       | Pays-Bas               | LottoNL-Jumbo                 | 12 pts                 |
| 2e                     | Ben Hermans            | Belgique               | Israel Cycling Academy        | 8 pts                  |
| 3e                     | Manuel Senni           | Italie                 | Bardiani CSF                  | 6 pts                  |
| 4e                     | Enrico Battaglin       | Italie                 | LottoNL-Jumbo                 | 4 pts                  |
| 5e                     | Matteo Montaguti       | Italie                 | AG2R La Mondiale              | 4 pts                  |
| 6e                     | Felix Großschartner    | Autriche               | Bora-Hansgrohe                | 4 pts                  |
| 7e                     | Quentin Jauregui       | France                 | AG2R La Mondiale              | 4 pts                  |
| 8e                     | Giovanni Visconti      | Italie                 | Bahrain-Merida                | 2 pts                  |
| 9e                     | Jacopo Mosca           | Italie                 | Wilier Triestina-Selle Italia | 2 pts                  |

#### Classement du meilleur jeune
| Classement du meilleur jeune | Classement du meilleur jeune | Classement du meilleur jeune | Classement du meilleur jeune    | Classement du meilleur jeune |
| Coureur                      | Coureur                      | Pays                         | Équipe                          | Temps                        |
| ---------------------------- | ---------------------------- | ---------------------------- | ------------------------------- | ---------------------------- |
| 1er                          | Ben O'Connor                 | Australie                    | Dimension Data                  | 18 h 30 min 21 s             |
| 2e                           | Mark Padun                   | Ukraine                      | Bahrain-Merida                  | + 1 min 41 s                 |
| 3e                           | Michal Schlegel              | Tchéquie                     | CCC Sprandi Polkowice           | + 3 min 19 s                 |
| 4e                           | Nicola Conci                 | Italie                       | Italie                          | + 9 min 10 s                 |
| 5e                           | Aleksandr Vlasov             | Russie                       | Gazprom-RusVelo                 | + 21 min 25 s                |
| 6e                           | Giovanni Carboni             | Italie                       | Bardiani CSF                    | + 31 min 02 s                |
| 7e                           | Luca Raggio                  | Italie                       | Wilier Triestina-Selle Italia   | + 32 min 38 s                |
| 8e                           | Miguel Flórez                | Colombie                     | Wilier Triestina-Selle Italia   | + 36 min 04 s                |
| 9e                           | Joan Bou                     | Espagne                      | Nippo-Vini Fantini-Europa Ovini | + 39 min 12 s                |
| 10e                          | Simone Velasco               | Italie                       | Wilier Triestina-Selle Italia   | + 42 min 26 s                |

#### Classement par équipes
| Classement par équipes | Classement par équipes      | Classement par équipes | Classement par équipes |
| Équipe                 | Équipe                      | Pays                   | Temps                  |
| ---------------------- | --------------------------- | ---------------------- | ---------------------- |
| 1re                    | Astana                      | Kazakhstan             | 55 h 29 min 56 s       |
| 2e                     | Bahrain-Merida              | Bahreïn                | + 10 min 16 s          |
| 3e                     | Dimension Data              | Afrique du Sud         | + 18 min 33 s          |
| 4e                     | Lotto NL-Jumbo              | Pays-Bas               | + 33 min 26 s          |
| 5e                     | UAE Team Emirates           | Émirats arabes unis    | + 35 min 01 s          |
| 6e                     | Sky                         | Royaume-Uni            | + 36 min 05 s          |
| 7e                     | Groupama-FDJ                | France                 | + 36 min 09 s          |
| 8e                     | Androni Giocattoli-Sidermec | Italie                 | + 40 min 29 s          |
| 9e                     | Bardiani CSF                | Italie                 | + 44 min 06 s          |
| 10e                    | AG2R La Mondiale            | France                 | + 52 min 36 s          |

## Évolution des classements
| Étape              | Vainqueur          | Classement général | Classement de la montagne | Classement des sprints | Classement du meilleur jeune | Classement par équipes |
| ------------------ | ------------------ | ------------------ | ------------------------- | ---------------------- | ---------------------------- | ---------------------- |
| 1                  | Pello Bilbao       | Pello Bilbao       | Giulio Ciccone            | Pascal Eenkhoorn       | Iván Sosa                    | Astana                 |
| 2                  | Miguel Ángel López | Iván Sosa          | Stephan Rabitsch          | Marco Frapporti        | Iván Sosa                    | Astana                 |
| 3                  | Ben O'Connor       | Thibaut Pinot      | Thibaut Pinot             | Manuel Senni           | Ben O'Connor                 | Astana                 |
| 4                  | Luis León Sánchez  | Thibaut Pinot      | Domenico Pozzovivo        | Ben Hermans            | Ben O'Connor                 | Astana                 |
| 5                  | Mark Padun         | Thibaut Pinot      | Óscar Rodríguez           | Pascal Eenkhoorn       | Ben O'Connor                 | Astana                 |
| Classements finals | Classements finals | Thibaut Pinot      | Óscar Rodríguez           | Pascal Eenkhoorn       | Ben O'Connor                 | Astana                 |